# Будо, Александр Семёнович
Александр Семёнович Будо (13 декабря 1909 — 6 июля 1982) — советский (ленинградский) шахматист I категории, впоследствии кандидат в мастера спорта. Экономист по профессии; был, в том числе, начальником планово-экономического управления Главзапстроя.

## Биография
Один из сильнейших шахматистов Ленинграда в 1930-е гг. Участник чемпионатов СССР 1931 и 1937 гг., многократный участник первенств Ленинграда. Первый руководитель шахматного клуба Ленинградского Дворца пионеров.
В 1936 году вошёл в число победителей Всесоюзного турнира I категории, посвящённого памяти мастера Л. Я. Савицкого.
На 10-м чемпионате СССР по шахматам 1937 года получил специальный приз за лучший результат против призёров, его партия против В. Макогонова упоминалась в числе лучших на турнире. Он мог бы добиться звания мастера, если бы в нескольких партиях не увлёкся авантюрными приключениями и не допускал обидные промахи.
В 1937 году наряду с признанными лидерами ленинградских шахмат Г. Я. Левенфишем, И. Л. Рабиновичем, А. Ф. Ильиным-Женевским и В. А. Раузером принял участие в небольшом международном турнире, организованном по случаю приезда в СССР американского гроссмейстера Р. Файна (аналогичное соревнование незадолго до этого было проведено в Москве). Будо набрал 2 очка из 5 (проиграл Файну и Левенфишу, выиграл у Раузера) и поделил с Раузером 4-5 места. Результат мог быть лучше, если бы Будо не упустил большой перевес в партии с Ильиным-Женевским.
Стал единственным участником всесоюзных первенств в период с 1931 по 1991 годы (без учёта участников, занявших места ниже 20-го в турнирах по швейцарской системе), который не получил звание мастера спорта СССР по шахматам.
Оценивался как тонкий тактик и шахматист, хорошо игравший в эндшпиле.
По мнению П. А. Романовского (высказанному в примечаниях к их партии из полуфинала 14-го чемпионата СССР), стать мастером спорта Будо помешал только узкий дебютный репертуар (например, за чёрных играл практически только защиту Каро — Канн и защиту Нимцовича).
Будучи крупным специалистом в области экономики, Александр Семёнович всё свободное время отдавал шахматам. В 1937 г. стал первым руководителем шахматного клуба Ленинградского Дворца пионеров (работал по совместительству). В работе с детьми проявились его недюжинные способности педагога и организатора.
Автор книги «Укрупнение и специализация строительных организаций в Главленинградстрое» (с соавторами, М.: Госстройиздат, 1960).

## Спортивные результаты
| Год       | Город          | Соревнование                                                   | + | − | = | Результат | Место |
| --------- | -------------- | -------------------------------------------------------------- | - | - | - | --------- | ----- |
| 1929      | Ленинград      | Всесоюзный турнир вузов                                        |   |   |   |           |       |
| 1930/1931 | Ленинград      | Первенство Ленинграда                                          |   |   |   | 8½ из 17  | 6—8   |
| 1931      | Москва         | Полуфинал 7-го чемпионата СССР                                 |   |   |   | 6 из 9    | 2     |
|           | Москва         | 7-й чемпионат СССР                                             | 2 | 9 | 6 | 5 из 17   | 17—18 |
| 1932      | Ленинград      | Первенство Ленинграда                                          | 3 | 6 | 2 | 4 из 11   | 10—11 |
| 1935      | Ленинград      | Турнир 12-ти (А. А. Лилиенталь и 11 ленинградских шахматистов) |   |   |   | 5½ из 11  | 4—6   |
| 1936      | Ленинград      | Всесоюзный турнир I категории памяти Л. Я. Савицкого           |   |   |   |           |       |
|           | Ленинград      | Первенство Ленинграда                                          | 2 | 5 | 7 | 5½ из 14  | 5     |
| 1937      | Ленинград      | Международный турнир (в рамках гастролей Р. Файна)             | 1 | 2 | 2 | 2 из 5    | 4—5   |
|           | Тбилиси        | 10-й чемпионат СССР                                            | 4 | 8 | 7 | 7½ из 19  | 16—18 |
| 1938      | Ленинград      | Первенство ВЦСПС                                               | 7 | 7 | 7 | 10½ из 21 | 14    |
|           | Ленинград      | Полуфинал 11-го чемпионата СССР                                | 3 | 8 | 6 | 6 из 17   | 14—16 |
| 1939      | Ростов-на-Дону | Всесоюзный турнир кандидатов в мастера спорта (группа № 3)     | 3 | 6 | 3 | 4½ из 13  | 12    |
|           | Ленинград      | Первенство Ленинграда                                          | 3 | 5 | 7 | 6½ из 15  | 12    |
| 1945      | Москва         | Полуфинал 14-го чемпионата СССР                                | 5 | 5 | 5 | 7½ из 15  | 8—9   |
| 1946      | Ленинград      | Первенство Ленинграда                                          | 4 | 5 | 8 | 8 из 17   | 10—11 |
| 1953      | Ростов-на-Дону | Полуфинал 21-го чемпионата СССР                                | 5 | 5 | 5 | 7½ из 15  | 9—11  |